# Tottington (Norfolk)
Tottington – była wieś w Anglii, w hrabstwie Norfolk, w dystrykcie Breckland. Leży 37 km na zachód od Norwich i 130 km na północny wschód od Londynu.